# Norman Housley
Norman Housley (n. 19 decembrie 1952) este un istoric englez, specialist în istoria cruciadelor, și profesor de istorie la Universitatea din Leicester.

## Biografie
N. Housley a studiat la Universitatea Cambridge, avându-l ca îndrumător pe Jonathan Riley-Smith și a devenit profesor la Universitatea din Leicester din anul 1983. Specialitatea sa o constituie istoria cruciadelor (inclusiv a cruciadelor "târzii"), scriind mai multe lucrări pe acest subiect. Din punctul său de vedere, mișcarea cruciată trebuie privită într-o mai largă perspectivă, iar lucrările sale accentuează perioada dintre 1200 și 1580.

## Opere
- Fighting for the Cross. Crusading to the Holy Land, Yale University Press, 2008.
- (editor), Knighthoods of Crist: Essay on the History of the Crusades and the Knights Templar, Presented to Malcolm Barber, Ashgate, 2007.
- Contesting the Crusades, Blackwell, 2006.
- (editor), Crusading in the Fifteenth Century: Message and Impact, Palgrave Macmillan, 2004.
- (coeditor, alături de Marcus Bull), The Experience of Crusading, 1, Western Approaches, Cambridge University Press, 2003.
- Religious Warfare in Europe, 1400–1536, Oxford University Press, 2002.
- Crusading and Warfare in Medieval and Renaissance Europe, Ashgate Publishing Ltd, 2001.
- (editor și traducător), Documents on the Later Crusades, 1274-1580, New York, Palgrave Macmillan, 1996.
- The Later Crusades, 1274-1580: From Lyons to Alcazar, Oxford, Oxford University Press, 1992.
- The Italian Crusades: The Papal-Angevin Alliance and the Crusades Against Christian Lay Powers, 1254-1343, Oxford University Press, 1982.